# Panteno de Alejandría
San Panteno (Sicilia, ?-Alejandría, h. 200). Padre de la Iglesia. Considerado santo por las Iglesias católica y copta.

## Datos biográficos
Son pocos e inseguros los datos relacionados con su vida y actividad. Algunos autores suponen que nació en la isla de Sicilia; se basan generalmente en la alusión del historiador Eusebio de Cesarea a la «abeja siciliana», pensando que Clemente de Alejandría, discípulo de Panteno, se refiere a él, aunque sin nombrarlo expresamente, en Stromata (I,II,2). Mas no es segura, ni verosímil, según otros autores, la identificación de Panteno con la referida «abeja sícula».
Antes de su conversión al cristianismo era profesional de la filosofía en Alejandría. Aunque carecemos de escritos personales de Panteno, según Filipo de Sida, su punto de partida habría sido la doctrina pitagórica. Pero esta opinión no se admite comúnmente, y la generalidad de los autores, basados en citas de contemporáneos de Panteno aunque no del todo contundentes, piensan que su filosofía de origen habría sido la estoica. El motivo de su conversión debió ser el testimonio edificante de los cristianos de su época, aunque por su preparación teórica asimiló bien el contenido doctrinal cristiano, convirtiéndose en maestro excepcional de la nueva religión por él abrazada. En tiempos del emperador Cómodo (180-192) se hallaba al frente de la Escuela catequística de Alejandría, siendo el primer director conocido de la misma, y quien le dio su impronta característica y su singular organización (Eusebio, Hist. Ecl. V, 10).
Su enseñanza fue sobre todo —por no decir exclusivamente— oral, y entre los auditores de sus lecciones sobre la Sagrada Escritura se cuentan el obispo de Capadocia Alejandro, y sobre todo Clemente de Alejandría, sucesor suyo en la dirección y primer maestro alejandrino de quien se conservan obras escritas. Fue misionero y evangelizador de la India (según algunos autores fue a la Arabia del Sur o a Etiopía), donde encontró, según parece, el Evangelio original de san Mateo (en hebreo-arameo). Se ignora la fecha exacta de su muerte, pero se le supone fallecido en 216. 
La Iglesia católica lo cataloga entre el número de los santos, y celebra su festividad el 7 de julio, y la Iglesia copta el 22 de junio.

## Su papel docente y su influjo posterior
Pronto se forjaron dos corrientes de opinión sobre su gestión al frente de la escuela alejandrina. Unos lo presentan como jefe de la escuela, como filósofo eminente y autor de numerosos libros que —de ser cierta la hipótesis— se habrían perdido en su totalidad. Otros recuerdan en él la figura de un evangelizador (misionero), exegeta e intérprete de las Sagradas Escrituras, y maestro de la enseñanza oral.
El primer grupo de opinión no parece estar en lo cierto: por los indicios, Panteno debió de ser uno de aquellos antiguos y prestigiosos presbíteros transmisores de la tradición oral que se remonta hasta los mismos Apóstoles: según los testimonios más antiguos (cfr. Eclogae propheticae, 27,7), estos presbíteros no solían dejar escritos ni sus sermones homiléticos, ni sus conversaciones testimoniales. Este criterio habría que aplicarlo al caso de Panteno. Ello, no obstante, algunos autores, Eusebio entre otros (Hisi. Ecl. V,10,4; cfr. Ecl. proph. 56,2), le han atribuido la composición de algunos escritos, lo que puede tal vez explicarse porque determinadas tradiciones, más o menos auténticamente atribuidas a Panteno, parece ser que fueron publicadas por algunos de sus discípulos o tal vez por otros seguidores posteriores de la misma escuela alejandrina. Sea lo que fuere, puede afirmarse hoy con bastante seguridad que carece de toda base la hipótesis que le atribuye la Epístola a Diogneto.
Careciendo de escritos auténticos de Panteno y dada la costumbre de los escritos antiguos de omitir citas y fuentes de sus obras, resulta muy difícil determinar el influjo de la obra de Panteno —si es que realmente existió—, y de su doctrina en los autores posteriores y particularmente en su discípulo Clemente de Alejandría. Dentro de las conjeturas se supone que Panteno habría transmitido algunas tradiciones locales palestinenses, tal vez con cierta influencia judeo-gnóstica, a Clemente, y que Clemente a su vez habría transmitido muchas tradiciones interpretativas y exegéticas propias de su maestro Panteno bajo la cita del presbítero en sus Hypothyposeis, obra perdida en su mayor parte.
Menos aventurado resulta señalar un influjo cierto de Panteno en la línea general de orientación que distingue a la famosa escuela alejandrina. En primer lugar, su tendencia idealista, no exenta de cierto misticismo, que tuvo su expresión exegética en la llamada interpretación alegórica de la Biblia, procedimiento que se prestaba a exageraciones, pero que, llevado con un sano equilibrio, hay que reconocer que dio lugar a aportaciones muy interesantes. Otros rasgos típicos de la escuela es su noble esfuerzo por encontrar, en lo posible, un modo de explicar los dogmas cristianos con teorías filosóficas griegas; esta actitud conciliadora, en sí fecunda, llevó, no obstante, a algunos representantes de esta escuela a proponer explicaciones poco acertadas. A despecho de las exageraciones y extremismos en una y otra característica de la escuela —idealismo, armonización de filosofía pagana y cristianismo— ambas actitudes son aprovechables y de signo positivo. La tradición posterior, totalmente acorde en considerar a Panteno como primer padre «reconocido» de la escuela de Alejandría, le atribuye implícitamente, siquiera sea en forma embrionaria, la delineación de estos dos rasgos típicos.